# Oscar Brockmeyer
Oscar Bernard Brockmeyer (St. Louis, 14 novembre 1883 – Webster Groves, 10 gennaio 1954) è stato un calciatore statunitense.
Nel 1904 fu capitano della squadra del Christian Brothers College che conquistò la medaglia d'argento nel torneo di calcio dei Giochi della III Olimpiade. Nella prima gara contro il Galt giocò come difensore mentre nelle successive due partite giocò come attaccante.